# Polyspondylogobius sinensis
Polyspondylogobius sinensis és una espècie de peix de la família dels gòbids i de l'ordre dels perciformes.

## Morfologia
- Els mascles poden assolir 4,9 cm de longitud total.[3]

## Hàbitat
És un peix de clima tropical i demersal.

## Distribució geogràfica
Es troba al sud de la Xina (Guangdong i Guangxi).

## Observacions
És inofensiu per als humans.